# Wolfgang Glaner
Wolfgang Glaner, mort en 1624 ou en 1625, est un orfèvre et échevin allemand à Weilheim. Il travaille comme orfèvre de 1568 à 1570 pour le duc Albrecht V de Bavière et plus tard pour le monastère de Wessobrunn.

## Œuvre
- Reliquienkreuz, 1595. Kunstsammlungen des Stift Stams, Autriche